# 김민혁 (드러머)
김민혁(1982년 2월 25일 ~ )은  대한민국의 드러머이다. 2011년 전기뱀장어의 EP 앨범 '충전'으로 데뷔했다.